# Neoarius velutinus
Neoarius velutinus és una espècie de peix de la família dels àrids i de l'ordre dels siluriformes.

## Morfologia
Els mascles poden assolir els 60 cm de llargària total i els 3.500 g de pes.

## Alimentació
Menja principalment larves d'insectes, insectes terrestres i crustacis (tret de gambes).

## Distribució geogràfica
Es troba a Nova Guinea.